# 선배가 짜증나는 후배이야기
《선배가 짜증나는 후배 이야기》(일본어: 先輩がうざい後輩の話 센파이가 우자이 고하이노 하나시[*])는 시로만타가 지은 일본의 만화이다. 작자의 트위터상에서 연재되어 이치진샤에서 서적화되었다. 2018년 7월 6일부터 이치진샤의 Web 코믹 전달 사이트 「comic POOL」에서도 연재되고 있다. 조금 거칠지만 잘 돌보는 회사의 선배인 타케다 하루미와 타케다를 짜증스럽게 생각하면서도 실은 싫지도 않거나, 그러나 솔직해지지 않는 후배 이가라시 후타바의 관계를 그린다.
다음에 올 만화대상 2018 Web 만화 부문 1위. WEB 만화 총선거 2018에서 8위를 획득. 2021년 11월 시점에서 시리즈 누계 발행 부수는 150만 부를 돌파했다.
애니메이션은 동화공방에서 만들어 2021년 10월 10일부터 12월 26일까지 TOKYO MX 등에서 방영되었다.

## 등장인물
- 이가라시 후타바(五十嵐 双葉)(성우: 쿠스노키 토모리)

본작의 주인공. 이토마키 상사, 영업부 입사 3년째(애니메이션에서는 2년차)의 22세로 언제나 얽히는 선배 타케다를 짜증나하지만, 내심 의지하고 있다.
- 타케다 하루미(武田 晴海)(성우: 타케우치 슌스케)

이가라시 회사의 선배이며 교육 담당이다. 키 195cm, 체중 105kg로 크다.
- 사쿠라 토우코(桜井 桃子)(성우: 하야미 사오리)
- 카사마 소우타(風間 蒼太)(성우: 츠지다 레오)
- 쿠로베 나츠미(黒部 夏美)(성우: 아오야마 레이나)
- 사쿠라 유토(桜井 優人, 토우코의 남동생)(성우: 호리에 유이)
- 츠키시로 모나(月城 モナ)(성우: 코가 아오이)
- 후타바의 할아버지(성우: 오오츠카 아키오)

## TV 애니메이션
2020년 7월에 동화공방에 의한 애니메이션화가 발표되어, 2021년 10월부터 12월까지 TOKYO MX 등에서 방송되었다.

### 스태프
- 원작 - 시로만타(しろまんた)
- 감독 - 이토 료타(伊藤良太)
- 시리즈 구성 - 나리타 요시미(成田良美)
- 캐릭터 디자인 - 아베 지코우(阿部慈光)
- 프롭 디자인 - 나카지마 에리(中島絵里)
- 미술 감독·미술 설정 - 스즈키 슌스케(鈴木俊輔)
- 색채 설계 - 이토 유카(伊藤裕香)
- 촬영 감독 - 쿠와노 타카후미(桒野貴文)
- 편집 - 키무라 카시코(木村佳史子)
- 음향 감독 - 타카데라 타케시(高寺たけし)
- 음악 - 츠츠미 히로아키(堤博明)
- 음악 제작 - 킹레코드
- 프로듀서 - 스즈케 렌타(鈴木廉太), 카키자키 타이키(柿崎大輝), 진구지 타케시(神宮司剛史), 카마타 하지메(鎌田 肇), 미우라 후미(三浦 史), 오자와 후미히로(小澤文啓)
- 제작 프로듀서 - 코바야시 료(小林涼), 사이토 신고(齊藤真吾)
- 애니메이션 제작 - 동화공방
- 제작 - 선배가 짜증나는 제작위원회

### 주제가
어노잉! 반짝반짝 위크!(アノーイング！さんさんウィーク！)」
이가라시 후타바(쿠스노키 토모리), 사쿠라 토우코(하야미 사오리), 쿠로베 나츠미(아오야마 레이나), 츠키시로 모나(코가 아오이)에 의한 오프닝 테마. 작사·작곡은 Junky.
무지개가 뜰 때까지의 이야기(虹が架かるまでの話)
호리에 유이에 의한 엔딩 테마. 작사는 카네마루 요시후미, 작곡·편곡은 나카노 료타.

### 방영 목록
| 화수   | 제목                                              | 각본          | 그림 콘티                                   | 연출                            | 작화 감독 | 총작화 감독     | 방송일           |
| ------ | ------------------------------------------------- | ------------- | ------------------------------------------- | ------------------------------- | --- | --------------- | ---------------- |
| 제1화  | お互いの歩幅 서로의 보폭                          | 나리타 요시미 | 이토 료타                                   | 이토 료타                       | 아츠미 토모야 야노 모모코 무토 미키 이타쿠라 켄 나가오 케이고                                                                           | 무로타 유헤이   | 2021년 10월 10일 |
| 제2화  | うどん、ときどき満月 우동, 가끔 보름달            | 나리타 요시미 | 이토 료타                                   | 타케우치 타카시                 | 쿠보 마리코 나가오 케이고 이타쿠라 켄 이와사키 시게키 야마모토 료                                                                       | 요시카와 마호   | 10월 17일        |
| 제3화  | そしてクリスマス 그리고 크리스마스                | 모리에 미사키 | 요시카와 히로아키                           | 노로 스미에                     | 콘도 유지 마츠모토 토모유키 | 나카가와 히로미 | 10월 24일        |
| 제4화  | そばにいてくれる人 곁에 있어주는 사람             | 야마다 유카   | 카미츠보 료키                               | 카미츠보 료키                   | 아츠미 토모야 야노 모모코 스즈키 아야노 에구치 마리 마츠시타 이쿠코 토쿠나가 사야카 쿠보 마리코                                         | 무토 미키       | 10월 31일        |
| 제5화  | バレンタイン交響曲 발렌타인 교향곡                | 모리에 미사키 | Royden B 이토 료타                          | 후지이 타카후미                 | 쿠보 마리코 나가오 케이고 이타쿠라 켄 이와사키 시게키 아츠미 토모야                                                                     | 무로타 유헤이   | 11월 7일         |
| 제6화  | 双葉大好きおじいちゃん 후타바를 사랑하는 할아버지 | 야마다 유카   | 요시카와 히로아키                           | 타케우치 타카시                 | 치카 쿄코 야마모토 료 카와모토 유키코 나카모토 나오 야마자키 테루히코 아베 지코우 나가오 케이고 타테자키 히로시                         | 요시카와 마호   | 11월 14일        |
| 제7화  | いま、ここで 지금, 여기에서                       | 모리에 미사키 | 네코토미 챠오                               | 네코토미 챠오                   | 아츠미 토모야 이타쿠라 켄 이와사키 시게키 쿠보 마리코 나가이 리나 니시카와 에나 나카가와 히로미                                         | 나카가와 히로미 | 11월 21일        |
| 제8화  | それぞれの休日 각자의 휴일                        | 나리타 요시미 | 이토 료타                                   | 노기모리 타츠야 츠치야 히로유키 | 니시미치 타쿠야 무라나가 유키 | 무토 미키       | 11월 28일        |
| 제9화  | ウキウキ夏休み 두근두근 설레는 여름휴가           | 야마다 유카   | 요시카와 히로아키                           | 사토 마사코                     | 야마모토 료 나가오 케이고 치카 쿄코 야마자키 테루히코 이타쿠라 켄 쿠보 마리코 타테자키 히로시 나카모토 나오 카와모토 유키코             | 무로타 유헤이   | 12월 5일         |
| 제10화 | 秋、あるいは日常の日々 가을, 혹은 일상적인 나날들 | 모리에 미사키 | 요시카와 히로아키 사이토 테츠히토 이토 료타 | 타카다 준                       | 콘도 유지 마츠모토 토모유키 | 요시카와 마호   | 12월 12일        |
| 제11화 | めぐる季節 돌고 도는 계절                         | 야마다 유카   | 노로 스미에 니시타 마사요시                 | 네코토미 챠오 타케우치 타카시   | 쿠보 마리코 카와모토 유키코 치카 쿄코 나가이 리나 나카모토 나오 이타쿠라 켄 아츠미 토모야 나가오 케이고 타테자키 히로시                 | 나카가와 히로미 | 12월 19일        |
| 제12화 | 先輩がうざい後輩の話 선배가 짜증나는 후배이야기   | 나리타 요시미 | 이토 료타                                   | 이토 료타                       | 아츠미 토모야 나가오 케이고 쿠보 마리코 이타쿠라 켄 치카 쿄코 오츠지 히로아키 나카모토 나오 타테자키 히로시 이와사키 시게키 아베 지코우 | 무토 미키       | 12월 26일        |